# Дунін-Барковський Василь Дмитрович
Василь Дмитрович Дунін-Барковський (7 березня (26 лютого) 1819, с. Малий Листвен Чернігівської губернії — 20 жовтня (1 листопада) 1892, Київ) — катеринославський губернатор (1865—1870), могильовський губернатор (1870—1872), таємний радник.

## Біографія
Народився 26 березня 1819 року в селі Малий Листвен Чернігівської губернії. Батько, Дмитро Андрійович Дунін-Борковський (1793—1836) — учасник Бородинської битви і перекладач у віршах «Школи чоловіків» Мольєра. Роком раніше за Василя народився його старший брат Яків; після нього народилися сестра Надія (1820-?) — що була одружена з Андрієм Лизогубом, а також брат Петро (1822—1846) — дружиною якого була художниця Глафіра Псьол.
У 1837 році закінчив з першою срібною медаллю Імператорський царськосільський ліцей. У червні 1837 року вступив на службу чиновником для письма в канцелярію Комітету міністрів. У 1838 році призначений секретарем при директорові Департаменту державного казначейства. У 1841 році нагороджений званням камер-юнкера двору Його Імператорської Величності.
У грудні 1844 року призначений в Чернігівське депутатське зібрання. 31 травня 1854 року обраний на посаду маршалка дворянства Городницького повіту Чернігівської губернії, яку обіймав незмінно до 20 березня 1861 року. Був почесним наглядачем Погарського повітового училища, попечителем Чернігівських богоугодних закладів. 1857 року розпочав роботу в Чернігівському губернському Комітеті з устрою та покращенню побуту поміщицьких селян.
Характеризуючи його діяльність, Петро Дорошенко зазначив, що «за своєю освітою і здібностям працював у Комітеті з великою підготовкою для справи; до того ж він був прекрасним оратором». Василя Дуніна-Барковського обрали членом Редакційної комісії, яка досить самовіддано працювала над укладанням проєкту Положення про селян Чернігівської губернії.
У дійсного статського радника був проведений 29 липня 1860 року. Був членом від уряду чернігівського губернського в селянських справах присутності.
Наприкінці квітня 1865 року на ім'я Василя Дуніна-Борковського надійшло відношення Міністерства внутрішніх справ із пропозицією «вжити заходів до введення затвердженого 1 січня минулого року Положення про губернські та повітові земські установи». Вже 15 травня 1865 р. за участі губернатора був відкритий катеринославський тимчасовий губернський комітет для введення в дію «Положення про земські установи».
У період з 1865 по 1870 роки Василь Дунін-Барковський обіймав пост Катеринославського губернатора. В цей час, в 1868 році він був звільнений за зверненням з Департаменту державного казначейства та визначений до Чернігівського дворянського депутатського зібрання почесним доглядачем 1-го Погорського повітового училища, а в 1869 році на прохання звільнений з дворянського зібрання та з посади почесного доглядача повітового училища.
Протягом травня-червня 1865 р. в усіх повітах Катеринославської губернії були відкриті повітові тимчасові комісії. Наприкінці 1965 — на початку 1866 р. відбулися виборчі з'їзди, на яких визначилися списки кандидатів для участі в роботі повітових земств. Ці списки затверджувалися міністром внутрішніх справ за поданням губернатора. У лютому 1866 р. повітові земські зібрання почали працювати. 
1868 року присвоєно почесне звання Почесного громадянина Катеринослава. У 1870 році призначений Могильовським губернатором. З 28 березня 1871 року перебував в чині таємного радника ; 30 березня 1872 року звільнений з посади губернатора. Перебував при Міністерстві внутрішніх справ.
Помер 20 жовтня 1892 року в Києві і похований в селі Великий Листвен Чернігівської губернії.

### Родина
Василь Дунін-Барковський був двічі одружений: першим шлюбом із Софією Олексіївнею Свєчіною, а другим — з донькою Олександра Милорадовича, Олександрою Олександрівною (10.08.1835, Чернігів — ?). Мав п'ять синів і чотирьох дочок, серед них: Дмитро (1848-?), Олексій (1850-?), Олександр (1866-?).

## Нагороди
- орден Св. Станіслава 1-го ст. (1867)
- орден Св. Анни 1-го ст. (1869)